# Constanza (kommun)
Constanza är en kommun i Dominikanska republiken.   Den ligger i provinsen La Vega, i den centrala delen av landet, 90 km nordväst om huvudstaden Santo Domingo. Antalet invånare i kommunen är cirka 59 000.
Följande samhällen finns i Constanza:
- Constanza